# Settimo (Bornasco)
Settimo è una frazione del comune italiano di Bornasco posta a sud del centro abitato, verso Lardirago.

## Storia
Settimo, il cui nome deriva dalla sua distanza in miglia da Pavia, fu per secoli capoluogo del vicariato di confine fra le province di Milano e appunto di Pavia.
Ha costituito un comune autonomo fino al 1841, quando fu annesso da Corbesate.